# Givatayim
Givatayim (ebraică: גִּבְעָתַיִם se citește Ghivatáim) este un oraș în Districtul Tel Aviv din Israel, la est de Tel Aviv și care face parte din zona metropolitană Guș Dan. Localitatea a fost întemeiată în anul 1922 de repatrianți evrei veniți în valul de emigrație numit A Doua Aliyá.
Numele orașului înseamnă Două dealuri, deoarece el a fost fondat între două dealuri numite de evrei Dealul Borohov și Dealul Kozlovski. Dealul Kozlovski este cel mai înalt din zona Gush Dan, având altitudinea de 85 metri desupra nivelului mării. În continuare în anii 1930 localitatea s-a extins pe încă două dealuri - Dealul Feroviarilor (Givat Harakevet) și Dealul Rambam (numit după Maimonide)
Calitatea vieții în Givatayim este una din cele mai înalte din Israel. Aflat în mijlocul zonei foarte animate Gush Dan, Givatayim este o oază de cartiere și străzi relativ liniștite.
Givatayim numără 57,508 locuitori (2016), iar suprafața lui este de 324 hectare.

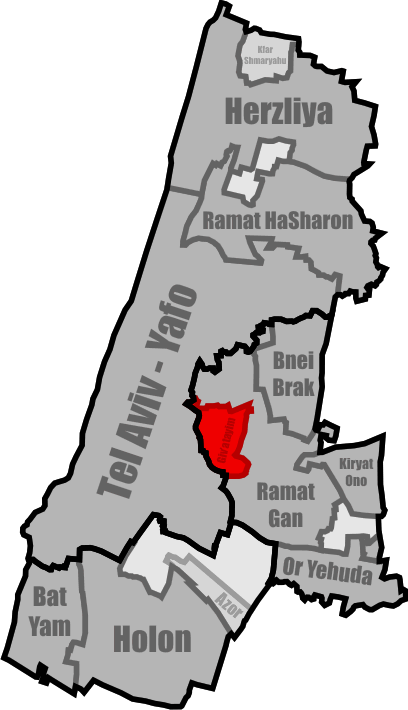
Givatayim - localizarea în zona metropolitană Gush Dan

## Personalități născute aici
- Omer Detz (1993 - 2024), actor, cântăreț.